# Takashi Ōtsuka
Takashi Ōtsuka (大塚 高司, Ōtsuka Takashi) (né le 11 septembre 1964) est un homme politique japonais, membre du Parti Libéral-Démocrate, élu à la Chambre des Représentants à la Diète nationale (pouvoir législatif) (huitième circonscription d'Ōsaka). Originaire de Toyonaka et diplômé de l'Université Ōtemon Gakuin, il a été élu à la Chambre des Représentants pour la première fois en 2005, après un échec en 2003.